# 苏马尼罗
苏马尼罗（研发代号：PNU-95,666）是一种有机化合物，化学式C11H13N3O，能作为多巴胺受體D2的选择性完全激动剂，1997年为帕金森氏病和不寧腿綜合症研发。